# 郭思极
郭思極（1540年—？），字致中，號龍渠，北直隸大名府魏县郭枣林村民籍，山西襄垣县人。明朝政治人物。

## 生平
早年喪父，侍母至孝。嘉靖四十三年（1564年）甲子科顺天府乡试第九十四名，隆慶二年（1568年）戊辰科会试第391名，三甲273名進士。授河南汝寧府遂平縣知县，隆慶六年十月擢拔為监察御史，萬曆元年（1573年）八月奉差巡按遼東，四年巡按南直隶應天府，七年杀何心隐以媚权相張居正，八年九月升大理寺右寺丞，九年二月轉左寺丞，十月晋升大理寺右少卿，十年七月升右佥都御史、巡抚应天。萬曆十一年十一月礼科给事中王士性弹劾郭思極，稱其科场作弊，取中张居正之子張懋修，次月命命回籍聽用。後以母憂歸里，不再出仕，优游林泉者近三十年，施学田，立社学，置祭田，设义榖，有范希文之风。曾预言朝鲜之役議和會失败

## 家族
曾祖郭泰。祖父郭時盛。父郭祜。嫡母劉氏，生母秦氏。慈侍下。弟郭思诚。